# سیارک ۲۰۲۸۲
سیارک ۲۰۲۸۲ (به انگلیسی: 20282 Hedberg، نامگذاری:1998FT51) بیست هزار و دویست و هشتاد و دومین سیارک کشف شده‌است که در ۲۰ مارس ۱۹۹۸ کشف شد.
قدر مطلق سیارک برابر ۸٫۹ است.